# Коста ди Бедуцо (Парма)
Коста ди Бедуцо је насеље у Италији у округу Парма, региону Емилија-Ромања.
Према процени из 2011. у насељу је живело 125 становника. Насеље се налази на надморској висини од 484 м.